# Uruguayaans voetbalelftal in 2016
Het Uruguayaans voetbalelftal speelde in totaal twaalf officiële interlands in het jaar 2016, waaronder drie wedstrijden bij de strijd om de Copa América Centenario in de Verenigde Staten. De selectie stond onder leiding van bondcoach Oscar Tabárez. Op de in 1993 geïntroduceerde FIFA-wereldranglijst steeg Uruguay in 2016 van de 11de (januari 2016) naar de 9de plaats (december 2016).

## Balans
| Wedstrijden | Wedstrijden | Wedstrijden | Wedstrijden | Doelpunten | Doelpunten | Doelpunten | Punten |
| Gespeeld    | Winst       | Gelijk      | Verlies     | Voor       | Tegen      | Saldo      | Punten |
| ----------- | ----------- | ----------- | ----------- | ---------- | ---------- | ---------- | ------ |
| 12          | 7           | 1           | 4           | 22         | 14         | +7         | 1.250  |

## Interlands
|                                                                  |                                     |       |                                    |                                                                             |
| 25 maart Kwalificatie WK 2018 № 853 «onderlinge duels» 20:55 uur | Brazilië                            | 2 – 2 | Uruguay                            | Pernambuco, Recife Toeschouwers: 43.739 Scheidsrechter: Néstor Pitana (ARG) |
| 25 maart Kwalificatie WK 2018 № 853 «onderlinge duels» 20:55 uur | Douglas Costa 1' Renato Augusto 26' |       | 32' Edinson Cavani 48' Luis Suárez | Pernambuco, Recife Toeschouwers: 43.739 Scheidsrechter: Néstor Pitana (ARG) |

|                                                                  |                    |       |      |                                                                                          |
| 29 maart Kwalificatie WK 2018 № 854 «onderlinge duels» 20:00 uur | Uruguay            | 1 – 0 | Peru | Estadio Centenario, Montevideo Toeschouwers: 60.000 Scheidsrechter: Roddy Zambrano (ECU) |
| 29 maart Kwalificatie WK 2018 № 854 «onderlinge duels» 20:00 uur | Edinson Cavani 53' |       |      | Estadio Centenario, Montevideo Toeschouwers: 60.000 Scheidsrechter: Roddy Zambrano (ECU) |

|                                                             |                                                                |       |                   |                                                                                          |
| 27 mei Vriendschappelijk № 855 «onderlinge duels» 19:00 uur | Uruguay                                                        | 3 – 1 | Trinidad en T.    | Estadio Centenario, Montevideo Toeschouwers: 15.000 Scheidsrechter: Mauro Vigliano (ARG) |
| 27 mei Vriendschappelijk № 855 «onderlinge duels» 19:00 uur | Edinson Cavani 26' (pen.) Edinson Cavani 39' Matías Vecino 52' |       | 7' Jomal Williams | Estadio Centenario, Montevideo Toeschouwers: 15.000 Scheidsrechter: Mauro Vigliano (ARG) |

| Copa América Centenario |
| ----------------------- |

|                                                                |                                                                  |       |                 | |
| 5 juni Copa América Groep C № 856 «onderlinge duels» 20:00 uur | Mexico                                                           | 3 – 1 | Uruguay         | University of Phoenix Stadium, Glendale Toeschouwers: 60.025 Scheidsrechter: Enrique Cáceres (PAR) |
| 5 juni Copa América Groep C № 856 «onderlinge duels» 20:00 uur | Álvaro Pereira 4' (e.d.) Rafael Márquez 85' Héctor Herrera 90+2' |       | 74' Diego Godín | University of Phoenix Stadium, Glendale Toeschouwers: 60.025 Scheidsrechter: Enrique Cáceres (PAR) |

|                                                                |         |                         |           |                                                                                                 |
| 9 juni Copa América Groep C № 857 «onderlinge duels» 19:30 uur | Uruguay | 0 – 1                   | Venezuela | Lincoln Financial Field, Philadelphia Toeschouwers: 23.002 Scheidsrechter: Mauro Vigliano (ARG) |
| 9 juni Copa América Groep C № 857 «onderlinge duels» 19:30 uur |         | 36' José Salomón Rondón |           | Lincoln Financial Field, Philadelphia Toeschouwers: 23.002 Scheidsrechter: Mauro Vigliano (ARG) |

|                                                                 |                                                                   |       |         |                                                                                         |
| 13 juni Copa América Groep C № 858 «onderlinge duels» 22:00 uur | Uruguay                                                           | 3 – 0 | Jamaica | Levi's Stadium, Santa Clara Toeschouwers: 40.166 Scheidsrechter: Wilson Lamouroux (COL) |
| 13 juni Copa América Groep C № 858 «onderlinge duels» 22:00 uur | Abel Hernández 21' Je-Vaughn Watson 66' (e.d.) Mathías Corujo 88' |       |         | Levi's Stadium, Santa Clara Toeschouwers: 40.166 Scheidsrechter: Wilson Lamouroux (COL) |

|  |  |  |  |  |  |  |  |  |

|                                                                     |                  |       |         |                                                                                          |
| 1 september Kwalificatie WK 2018 № 859 «onderlinge duels» 20:30 uur | Argentinië       | 1 – 0 | Uruguay | Estadio Centenario, Montevideo Toeschouwers: 42.000 Scheidsrechter: Julio Bascuñán (CHI) |
| 1 september Kwalificatie WK 2018 № 859 «onderlinge duels» 20:30 uur | Lionel Messi 43' |       |         | Estadio Centenario, Montevideo Toeschouwers: 42.000 Scheidsrechter: Julio Bascuñán (CHI) |

|                                                                     |                                                                                       |       |          |                                                                                          |
| 6 september Kwalificatie WK 2018 № 860 «onderlinge duels» 20:00 uur | Uruguay                                                                               | 4 – 0 | Paraguay | Estadio Centenario, Montevideo Toeschouwers: 40.000 Scheidsrechter: Wilton Pereira (BRA) |
| 6 september Kwalificatie WK 2018 № 860 «onderlinge duels» 20:00 uur | Edinson Cavani 18' Cristian Rodríguez 42' Luis Suárez 45+1' (pen.) Edinson Cavani 54' |       |          | Estadio Centenario, Montevideo Toeschouwers: 40.000 Scheidsrechter: Wilton Pereira (BRA) |

|                                                                   |                                                           |       |           |                                                                                       |
| 6 oktober Kwalificatie WK 2018 № 861 «onderlinge duels» 20:00 uur | Uruguay                                                   | 3 – 0 | Venezuela | Estadio Centenario, Montevideo Toeschouwers: 50.000 Scheidsrechter: Raúl Orosco (BOL) |
| 6 oktober Kwalificatie WK 2018 № 861 «onderlinge duels» 20:00 uur | Nicolás Lodeiro 29' Edinson Cavani 46' Edinson Cavani 79' |       |           | Estadio Centenario, Montevideo Toeschouwers: 50.000 Scheidsrechter: Raúl Orosco (BOL) |

|                                                                    |                                 |       |                                        |                                                                                                 |
| 11 oktober Kwalificatie WK 2018 № 862 «onderlinge duels» 21:30 uur | Colombia                        | 2 – 2 | Uruguay                                | Estadio Roberto Meléndez, Barranquilla Toeschouwers: 48.000 Scheidsrechter: Néstor Pitana (ARG) |
| 11 oktober Kwalificatie WK 2018 № 862 «onderlinge duels» 21:30 uur | Abel Aguilar 15' Yerry Mina 84' |       | 27' Cristian Rodríguez 72' Luis Suárez | Estadio Roberto Meléndez, Barranquilla Toeschouwers: 48.000 Scheidsrechter: Néstor Pitana (ARG) |

|                                                                     |                                      |       |                    |                                                                                           |
| 10 november Kwalificatie WK 2018 № 863 «onderlinge duels» 20:00 uur | Uruguay                              | 2 – 1 | Ecuador            | Estadio Centenario, Montevideo Toeschouwers: 52.529 Scheidsrechter: Víctor Carrillo (PER) |
| 10 november Kwalificatie WK 2018 № 863 «onderlinge duels» 20:00 uur | Sebastián Coates 15' Diego Rolán 45' |       | 44' Felipe Caicedo | Estadio Centenario, Montevideo Toeschouwers: 52.529 Scheidsrechter: Víctor Carrillo (PER) |

|                                                                     |                                                          |       |                    |                                                                                       |
| 15 november Kwalificatie WK 2018 № 864 «onderlinge duels» 20:30 uur | Chili                                                    | 3 – 1 | Uruguay            | Estadio Nacional, Santiago Toeschouwers: 56.600 Scheidsrechter: Enrique Cáceres (PAR) |
| 15 november Kwalificatie WK 2018 № 864 «onderlinge duels» 20:30 uur | Eduardo Vargas 45' Alexis Sánchez 60' Alexis Sánchez 76' |       | 17' Edinson Cavani | Estadio Nacional, Santiago Toeschouwers: 56.600 Scheidsrechter: Enrique Cáceres (PAR) |

## FIFA-wereldranglijst
| JAN | FEB | MAR | APR | MEI | JUN | JUL | AUG | SEP | OKT | NOV | DEC |
| --- | --- | --- | --- | --- | --- | --- | --- | --- | --- | --- | --- |
| 11  | 11  | 11  | 9   | 9   | 9   | 12  | 12  | 9   | 9   | 9   | 9   |

## Statistieken
| Fernando Muslera    | 1986-06-16 | Galatasaray SK              | 11 | 0 | 0 | 88  | 0  |
| Martín Silva        | 1983-03-25 | CR Vasco da Gama            | 1  | 0 | 0 | 8   | 0  |
| Martín Campaña      | 1989-05-29 | CA Independiente            | 0  | 1 | 0 | 8   | 0  |
| Verdediging         |            |                             |    |   |   |     |    |
| Diego Godín         | 1986-02-16 | Atlético Madrid             | 9  | 0 | 1 | 106 | 8  |
| Gastón Silva        | 1994-03-05 | Granada CF                  | 9  | 0 | 0 | 11  | 0  |
| Maximiliano Pereira | 1984-06-08 | FC Porto                    | 7  | 0 | 0 | 116 | 3  |
| Sebastián Coates    | 1990-10-07 | Sporting Lissabon           | 6  | 0 | 1 | 26  | 2  |
| José María Giménez  | 1995-01-20 | Atlético Madrid             | 5  | 0 | 0 | 30  | 3  |
| Álvaro Pereira      | 1985-11-28 | Cerro Porteño               | 4  | 3 | 0 | 83  | 7  |
| Mauricio Victorino  | 1982-10-11 | Club Nacional               | 3  | 0 | 0 | 24  | 0  |
| Jorge Fucile        | 1984-11-19 | Club Nacional               | 2  | 2 | 0 | 48  | 0  |
| Middenveld          |            |                             |    |   |   |     |    |
| Carlos Sánchez      | 1984-12-02 | CF Monterrey                | 12 | 0 | 0 | 26  | 0  |
| Egidio Arévalo      | 1982-01-01 | Tiburones Rojos de Veracruz | 12 | 0 | 0 | 87  | 0  |
| Matías Vecino       | 1991-08-24 | Fiorentina                  | 7  | 2 | 1 | 9   | 1  |
| Nicolás Lodeiro     | 1989-03-21 | Seattle Sounders            | 5  | 2 | 1 | 51  | 4  |
| Mathías Corujo      | 1986-05-08 | San Lorenzo de Almagro      | 4  | 4 | 1 | 20  | 1  |
| Álvaro González     | 1984-10-29 | Atlas Guadalajara           | 4  | 3 | 0 | 66  | 3  |
| Cristian Rodríguez  | 1985-09-30 | CA Independiente            | 4  | 2 | 2 | 95  | 11 |
| Gastón Ramírez      | 1990-12-02 | Middlesbrough               | 2  | 6 | 0 | 42  | 0  |
| Diego Laxalt        | 1993-02-07 | Genoa CFC                   | 0  | 2 | 0 | 2   | 0  |
| Aanval              |            |                             |    |   |   |     |    |
| Edinson Cavani      | 1987-02-14 | Paris Saint-Germain         | 11 | 0 | 9 | 89  | 33 |
| Luis Suárez         | 1987-01-24 | FC Barcelona                | 8  | 0 | 3 | 90  | 46 |
| Diego Rolán         | 1993-03-24 | Girondins Bordeaux          | 3  | 3 | 1 | 23  | 4  |
| Christian Stuani    | 1986-10-12 | Middlesbrough               | 2  | 4 | 0 | 32  | 5  |
| Abel Hernández      | 1990-08-08 | Hull City                   | 1  | 2 | 1 | 28  | 11 |